# Kanton Écouen
Der Kanton Écouen war bis 2015 ein französischer Wahlkreis im Arrondissement Sarcelles, im Département Val-d’Oise und in der Region Île-de-France; sein Hauptort war Écouen. Vertreter im Generalrat des Départements war zuletzt von 2004 bis 2015 Philippe Demaret (PS).
Der Kanton Écouen war 33,6 km² groß; 2011 zählte er 32.627 Einwohner, was einer Bevölkerungsdichte von 971 Einwohnern pro Quadratkilometer entsprach.

## Gemeinden
Der Kanton bestand aus sechs Gemeinden:
| Gemeinde               | Einwohner Jahr | Fläche km² | Bevölkerungsdichte | Code INSEE | Postleitzahl |
| ---------------------- | -------------- | ---------- | ------------------ | ---------- | ------------ |
| Écouen                 | 7.263 (2013)   | 7,59       | 957 Einw./km²      | 95205      | 95440        |
| Ézanville              | 9.438 (2013)   | 5,19       | 1818 Einw./km²     | 95229      | 95460        |
| Le Mesnil-Aubry        | 917 (2013)     | 6,64       | 138 Einw./km²      | 95395      | 95720        |
| Piscop                 | 724 (2013)     | 4,08       | 177 Einw./km²      | 95489      | 95350        |
| Le Plessis-Gassot      | 68 (2013)      | 4,1        | 17 Einw./km²       | 95492      | 95720        |
| Saint-Brice-sous-Forêt | 14.393 (2013)  | 6          | 2398 Einw./km²     | 95539      | 95350        |

## Bevölkerungsentwicklung
| 1968   | 1975   | 1982   | 1990   | 1999   | 2006   | 2011   |
| ------ | ------ | ------ | ------ | ------ | ------ | ------ |
| 14.302 | 20.013 | 22.902 | 27.097 | 29.912 | 31.715 | 32.627 |